# Metabolismo industrial
El metabolismo industrial es un concepto para describir la rotación de materiales y energía de los sistemas industriales. Fue propuesto por Robert Ayres en analogía con el metabolismo biológico como "el conjunto integrado de procesos físicos que convierten las materias primas y la energía , más la mano de obra , en productos terminados y desechos ..."  En analogía con el concepto biológico de metabolismo, que se utiliza para describir el conjunto de reacciones químicas en, por ejemplo, una célula para mantener sus funciones y reproducirse, el concepto de metabolismo industrial describe las reacciones químicas, los procesos de transporte y las actividades de fabricación en la industria. El metabolismo industrial presupone una conexión entre diferentes actividades industriales al verlas como parte de un sistema más amplio, como el ciclo de un material o la cadena de suministro de una mercancía. Los científicos de sistemas, por ejemplo en ecología industrial , utilizan el concepto como paradigma para estudiar el flujo de materiales o energía a través del sistema industrial con el fin de comprender mejor las cadenas de suministro , las fuentes y las causas de las emisiones., y los vínculos entre el sistema industrial y el socio-tecnológico más amplio .
El metabolismo industrial es un subsistema del metabolismo antropogénico o socioeconómico, que también comprende las actividades humanas no industriales en los hogares o el sector público.